# Тарасенко Віталій Юрійович
Віталій Юрійович Тарасенко (нар. 10 квітня 1980) — український футболіст, нападник.

## Життєпис
Футбольну кар'єру розпочав 1997 року в складі хмельницького «Поділля». На початку наступного року перейшов у ФК «Калуш». Влітку 1998 року прийняв запрошення дніпропетровського «Дніпра». Спочатку виступав у другій команді, допоки 21 травня 2000 року дебютував у стартовому складі нічийного (1:1) поєдинку з тернопільською «Ниви». Проте закріпитися в першій команді дніпрян не зумів і на початку 2002 року залишив розташування клубу. Потім виступав на аматорському рівні, в тому числі й у клубах «Град» та «Авіо» (обидва — Дніпропетровськ), Факел (Петриківка) та «Форос» (Ялта).

## Досягнення
- Вища ліга чемпіонату України
  -  Бронзовий призер (1): 2001